# Lijst van burgemeesters van Borgharen
Dit is een lijst van burgemeesters van de voormalige Nederlandse gemeente Borgharen tot die gemeente in 1970 opging in de gemeente Maastricht.
| Ambtsperiode | Naam burgemeester                  | Partij of stroming | Bijzonderheden                                                                            |
| ------------ | ---------------------------------- | ------------------ | ----------------------------------------------------------------------------------------- |
| ?? - ??      | P. Scheepers                       |                    |                                                                                           |
| 1842 - 1875  | J.W. Scheepers                     |                    |                                                                                           |
| 1875 - 1905  | A.P. Scheepers                     |                    | tevens burgemeester van Itteren (1874-1905)                                               |
| 1905 - 1924  | Johannes Martinus Hubertus Limpens |                    |                                                                                           |
| 1924 - 1926  | H.J. Hennekens                     |                    |                                                                                           |
| 1926 - 1935  | mr. M.M.P.H. Brouwers              |                    | later burgemeester van Beesel                                                             |
| 1935 - 1952  | Mr. Egidius (E.H.A.M.) Meijer      |                    | later burgemeester van Elsloo                                                             |
| 1952 - 1963  | A.J.M. Kurvers                     | KVP                | later burgemeester van Schinnen                                                           |
| 1964 - 1969  | Jan (J.G.T.) Bouwens               | KVP                | tevens burgemeester van Itteren (1963-1969), later burgemeester van Simpelveld en Eijsden |
| 1969 - 1970  | Renier (R.V.H.M.) Corten           |                    | waarnemend, eerder burgemeester van Stein                                                 |